# Шварцколльм

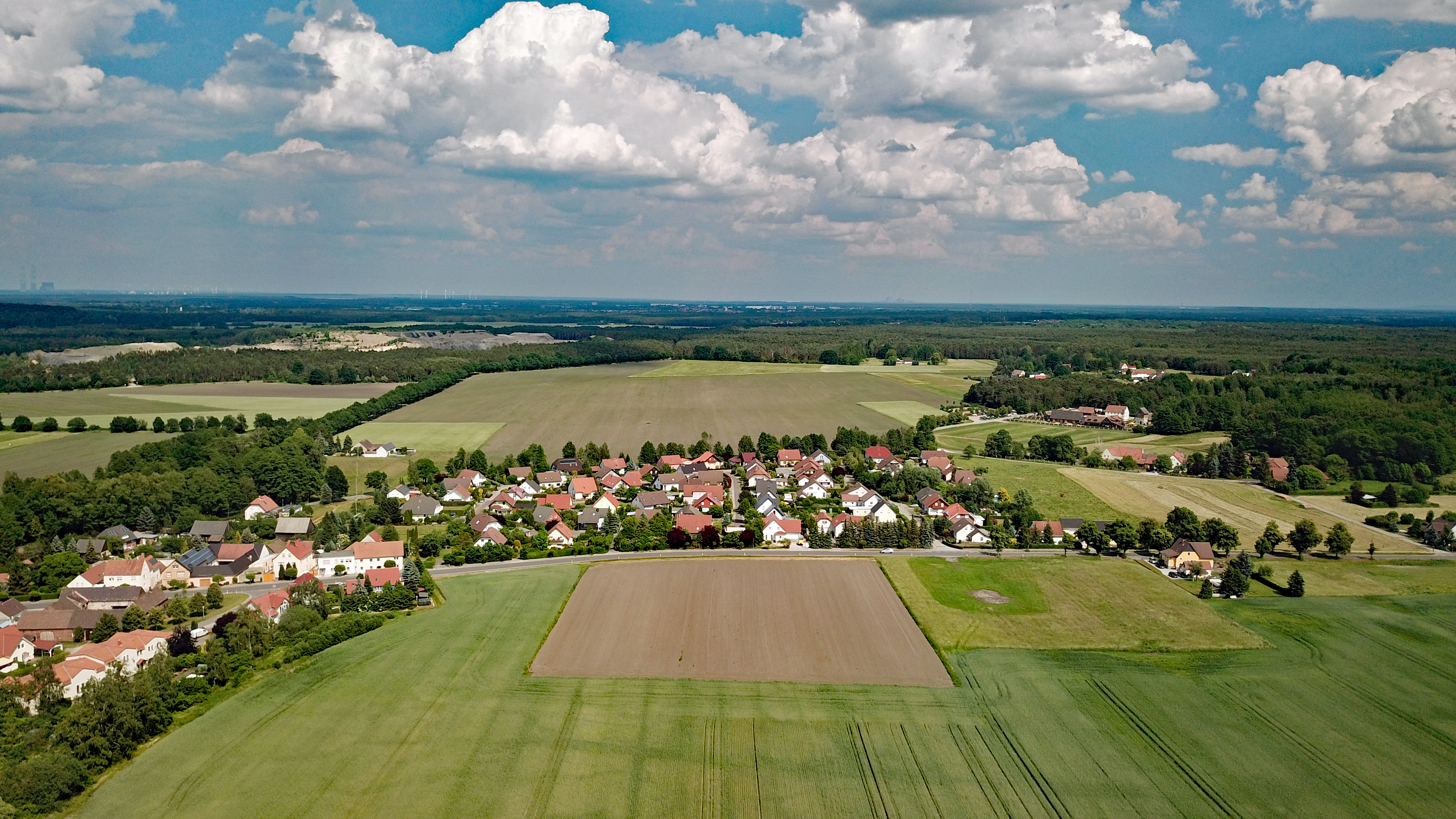

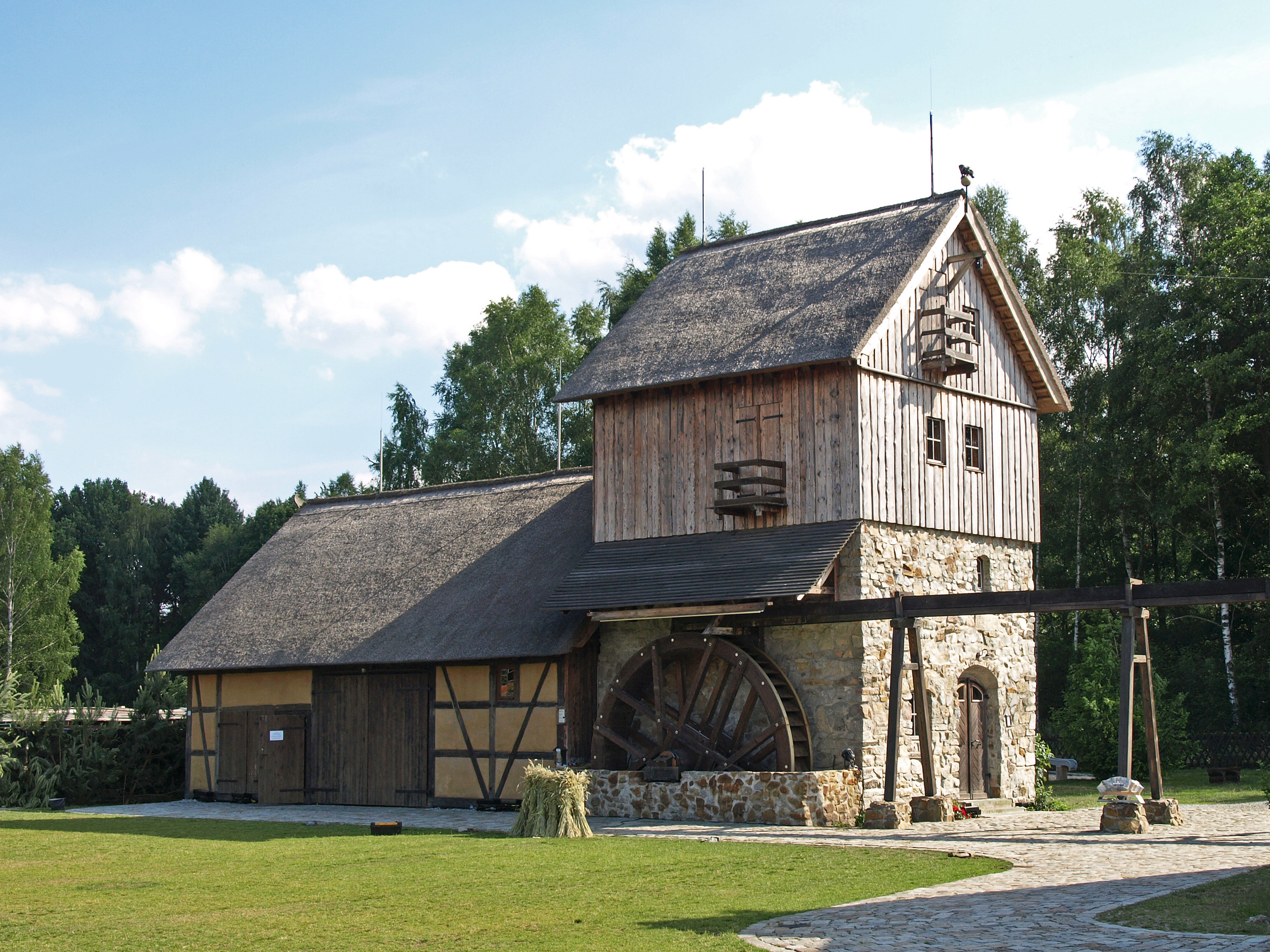
Старая мельница

Шва́рцколльм или Чо́рны-Холмц (нем. Schwarzkollm; в.-луж. Čorny Chołmcо файле) — сельский населённый пункт в статусе городского района Хойерсверды, район Баутцен, федеральная земля Саксония, Германия.

## География
Населённый пункт находится в Лужицком озёрном краю на западе от Хойерсверды. На юго-востоке от деревни начинается обширный лесной массив, простирающийся до Виттихенау, часть которого занимает биосферный заповедник «Дубрингер-Мор». Через деревню проходит автомобильная дорога S198, которая на севере соединяется с автомобильной дорогой B96 и на юге — с автомобильной дорогой B97 (Хойерсверда — Бернсдорф). На севере от деревни проходит железнодорожная линия Венглинец — Фалькенберг (участок Хойерсверда — Ниски), на которой расположена станция Шварцколльм.
На востоке от деревни расположен холм Штайнберг высотой 156 метров, около которого находится каменоломня «Steinbruch Schwarzkollm Natursteinwerke Weiland» по добыче гранодиорита, основанная в 1882 году.
Соседние населённые пункты: на севере — деревня Лаубуш (Лубуш, в городских границах Лауты), на северо-востоке — деревня Нардт (Нарч) коммуны Эльстерхайде, на востоке — деревня Брётен (Бретня, район Брётен-Михалкен Хойерсверды) и на западе — деревня Лайппе-Торно (Липой-Торнов, в городских границах Лауты).

## История
Впервые упоминается в 1360 году под наименованием «Colmen». После Венского конгресса деревня перешла в 1815 году в состав Прусского королевства, где до июля 1945 года находилась в административном округе Лигниц. С июля 1952 года деревня находилась в составе округа Хойерсверда района Котбус. В 1996 году населённый пункт вошёл в состав Хойерсверды в статусе городского района.
В настоящее время деревня входит в состав культурно-территориальной автономии «Лужицкая поселенческая область», на территории которой действуют законодательные акты земель Саксонии и Бранденбурга, содействующие сохранению лужицких языков и культуры лужичан.
Исторические немецкие наименования:
- Colmen, 1360
- Colmyn, 1394
- Colm, 1401
- Kolmen, 1495
- Colm, Schwarz Collm, 1768
- Collmen, 1777
- Schwarz-Collmen, 1818
- Schwarz-Colm, Schwarz Cullm, 1831

Серболужицкое историческое наименование:
- Czorny Kunz, 1818

## Население
Официальным языком в населённом пункте, помимо немецкого, является также верхнелужицкий язык.
Согласно статистическому сочинению «Dodawki k statisticy a etnografiji łužickich Serbow» Арношта Муки в 1884 году в деревне проживало 438 жителей (из них — 424 лужичан).
Лужицкий демограф Арношт Черник в своём сочинении «Die Entwicklung der sorbischen Bevölkerung» указывает, что в 1956 году при общей численности в 986 жителей серболужицкое население деревни составляло 41,1 % (из них 254 взрослых владели активно верхнелужицким языком, 73 взрослых — пассивно; 78 несовершеннолетних свободно владели языком).
| 1777 | 1825 | 1871 | 1885 | 1905 | 1925 | 1939 | 1946 | 1950 | 1964 | 1990 | 2011 | 2015 |
| ---- | ---- | ---- | ---- | ---- | ---- | ---- | ---- | ---- | ---- | ---- | ---- | ---- |
| 59   | 349  | 446  | 433  | 680  | 770  | 911  | 912  | 976  | 789  | 539  | 850  | 792  |

## В литературе
Шварцколльм упоминается в сказочной повести «Крабат, или Легенды старой мельницы» немецкого писателя Отфрида Пройслера о похождениях лужицкого сказочного героя Крабата, который изображён летящим на гербе населённого пункта. В Шварцколльме находится старая водяная мельница (колесо водной мельницы изображено на гербе), на которой происходили некоторые сказочные события, описанные в этой книге.